# Antarktična maslenka
Antarktična maslenka (znanstveno ime Hyperoglyphe antarctica) je morska riba, iz družine Centrolophidae, ki živi v vseh južnih oceanih na globinah med 40 in 1500 metri.
Odrasli primerki lahko zrastejo v dolžino do 140 cm, dosežejo lahko pa do 60 kg.
Zgornja stran telesa antarktične maslenke je temno modra, trebuh pa je svetlo modrih odtenkov, po bokih imajo veliki primerki bronast pridih. Oči so velike, ribe te vrste pa so plenilci, ki se prehranjujejo z drugimi ribami, mehkužci in raki. Najpogostejši plen so ribe vrste Pyrosoma atlantica.
Raziskave so pokazale, da antarktična maslenka spolno dozori pri dolžini med 62 in 72 cm, kar sovpada s starostjo med 8 in 12 let. Samice med drstjo izležejo med 2 in 11 milijonov iker. Doslej so drstišča odkrili le v vodah severovzhodno od Tasmanije, kjer se ta vrsta drsti med marcem in aprilom. O razvoju iker in mladic je znanega bolj malo, mlade primerke pa so doslej našli v velikih oblakih prosto plavajočih rjavih alg, kjer se mladice očitno združujejo v jate na globinah od 350 do 450 metri pod vodno gladino. Znanstveniki predvidevajo, da se ribe od jate odcepijo pri dolžini 50 cm in se umaknejo v nižje vodne plasti, kjer lovijo plen. Odrasle antarktične maslenke so tudi kanibalistke.